# Notoreas ortholeuca
Notoreas ortholeuca är en fjärilsart som beskrevs av Hudson 1922. Notoreas ortholeuca ingår i släktet Notoreas och familjen mätare. Inga underarter finns listade i Catalogue of Life.